# University Tun Hussein Onn Malaysia
Die University Tun Hussein Onn Malaysia (UTHM) (mal. Universiti Tun Hussein Onn Malaysia) in Batu Pahat im Bundesstaat Johor ist eine 1993 gegründete staatliche Universität in Malaysia. Die Universität ist nach Hussein Onn benannt, den dritten Premierminister Malaysias.

## Geschichte
Die heutige Hochschule wurde im Jahre 1993 als Pusat Latihan Staf Politeknik (PLSP) gegründet. Aufgabe der Schule war die Ausbildung von Lehrern für technische Berufe. Verwaltet wurde die Ausbildungseinrichtung vom Bildungsministerium und von der Technischen Universität Malaysia. 1996 wurde die Schule zum Institut Teknologi Tun Hussein Onn (ITTHO) aufgewertet und im Jahre 2000 erhielt es den Status eines „University College“. Die Hochschule wuchs sehr schnell in den folgenden Jahren und wurde deshalb 2006 von der Regierung zu einer Universität ernannt und erhielt 2007 ihren gegenwärtigen Namen.

## Organisation
Der Chancellor der Universität ist ein Ehrenamt und wird durch eine bekannte Persönlichkeit besetzt, während das hauptamtliche Management der Universität durch den Vice-Chancellor geleitet wird.
Es gibt folgende Fakultäten und Zentren:
- Faculty of Civil and Environmental Engineering
- Faculty of Electrical and Electronic Engineering
- Faculty of Mechanical and Manufacturing Engineering
- Faculty of Technology Management, Business and Entrepreneurship
- Faculty of Technical Education
- Faculty of Information Technology and Multimedia
- Faculty of Science, Art and Heritage

- Centre For Post Graduate Studies
- Centre For Diploma Studies
- Centre For Academic Development
- Centre For Continuous Studies